# Italiens Grand Prix 1977
Italiens Grand Prix 1977 var det fjortonde av 17 lopp ingående i formel 1-VM 1977.  

## Resultat
1. Mario Andretti, Lotus-Ford, 9 poäng
2. Niki Lauda, Ferrari, 6
3. Alan Jones, Shadow-Ford, 4
4. Jochen Mass, McLaren-Ford, 3
5. Clay Regazzoni, Ensign-Ford, 2
6. Ronnie Peterson, Tyrrell-Ford, 1
7. Patrick Nève, Williams (March-Ford)
8. Jacques Laffite, Ligier-Matra
9. Rupert Keegan, Hesketh-Ford

### Förare som bröt loppet
- Ian Scheckter, March-Ford (varv 41, transmission)
- Carlos Reutemann, Ferrari (39, snurrade av)
- Riccardo Patrese, Shadow-Ford (39, snurrade av)
- Bruno Giacomelli, McLaren-Ford (38, motor)
- Hans-Joachim Stuck, Brabham-Alfa Romeo (31, motor)
- James Hunt, McLaren-Ford (26, snurrade av)
- Patrick Depailler, Tyrrell-Ford (24, motor)
- Jody Scheckter, Wolf-Ford (23, motor)
- Jean-Pierre Jabouille, Renault (23, motor)
- Jean-Pierre Jarier, ATS (Penske-Ford) (19, motor)
- Patrick Tambay, Theodore (Ensign-Ford) (9, motor)
- Vittorio Brambilla, Surtees-Ford (5, olycka)
- Gunnar Nilsson, Lotus-Ford (4, upphängning)
- Brett Lunger, BS Fabrications (McLaren-Ford) (4, motor)
- John Watson, Brabham-Alfa Romeo (3, olycka)

### Förare som ej kvalificerade sig
- Alex Ribeiro, March-Ford
- Emerson Fittipaldi, Fittipaldi-Ford
- Lamberto Leoni, Surtees-Ford
- Brian Henton, Boro-Ford
- Emilio de Villota, Emilio de Villota (McLaren-Ford)
- Ian Ashley, Hesketh-Ford
- Teddy Pilette, BRM
- Hans Binder, ATS (Penske-Ford)
- Loris Kessel, Apollon-Ford
- Giorgio Francia, Brabham-Alfa Romeo